# Seoba Germana

## Vrijeme prije seobe
Germani spadaju u indoeuropsku skupinu naroda, a Europu su naselili ekspanzijom sa Skandinavskog poluotoka. Sredinom 1. st. pr. Kr. Goti prelaze s poluotoka na područje ušća rijeke Visle. U svome naletu pokoravaju zatečena omanja plemena poput Rugijaca, a dolaze u kontakt s Estima, precima kasnijih Prusa. Gotska ekspanzija je krenula jugoistočno uz tok Visle. Sredinom drugog stoljeća smještaju se uz tok Dnjestra; Goti naseljeni istočno od te rijeke nazvani su Ostrogoti, dok su njihovi zapadniji sunarodnjaci prozvani Vizigotima. Nedugo nakon konsolidacije intenziviraju se kontakti Gota s Rimskim Carstvom - kontakti sa Sarmatima i krimskim Grcima približili su ih civilizaciji. Sredinom 4. stoljeća svećenik Wulfila, podrijetlom Got, širi arijansko kršćanstvo među sunarodnjake. Goti su kršćanstvo prihvatili vrlo brzo, te se preko njih i proširilo na ostala germanska plemena poput Vandala, Burgunda i drugih.

## Navala Huna i tijek seobe
Germanska plemena naseljena oko rimskog limesa nastojala su prijeći na drugu stranu i stupiti u službu Carstva, a ne ga osvojiti ili pretvoriti u novo carstvo. Do 4. st. već su mnogi Germani bili naseljeni na području Carstva te su uglavnom vršili vojničke ili poljoprivredne poslove. Uskoro je priljev germanskog življa bivao sve veći, a samim time su i dobivali značajnije funkcije. Nekoliko najznačajnijih rimskih vojskovođa kasne antike bili su barbari poput Stilihona i Aecija. Situaciju je naglo promijenila iznenadna navala Huna. Taj je narod bio, nakon rata u Kini, istisnut iz podjele plijena. Zbog svog nomadskog karaktera okreću se na zapad, sakupljajući vojsku poput kotrljajuće grude snijega. Oko 375. godine prolaze Vrata Europe i napadaju Ostrogote. Ostrogoti, zatečeni i preplašeni izgledom nomadskih stočara, doživljavaju pravu katastrofu - većina ih je bila porobljena, a fragmenti odbačeni na istok do Panonije. Uplašeni Vizigoti povlače se južno do dunavskog limesa i od rimskog cara zahtijevaju prelaz na teritorij Carstva. Car Valens im je to i odobrio 376. godine. Broj Vizigota se procjenjuje na 50000 ljudi. Već sljedeće godine Vizigoti se bune: tražili su bolje zemljište od brdovita tla na kojem su bili naseljeni. Vjerojatno su bili i maltretirani od rimskih vojnika i sakupljača poreza. U velikoj bitci s pobunjenicima 378. godine kod Hadrianopolisa pogiba sam car Valens. Njegov nasljednik Teodozije 382. godine Vizigotima dopušta da se nasele u Meziju. Nakon što je izgledalo da su se kratkotrajno primirili, pljačkaju Atiku i Peloponez. Rimski vojskovođa Stilihon ih s mora odbacuje u Epir. Teodozijev sin i istočni car Arkadije daje vizigotskom kralju Alariku pravo naseljavanja u Iliriku i daje mu naslov vojnog upravitelja Ilirika. Alarika je privlačila blizina Italije - 401. i 402. godine napadaju sjever Italije, no uspješno ih odbacuje Stilihon. Stilihon, vojskovođa germanskog podrijetla bio je prijetnja zapadnom caru Honoriju koji ga 408. godine daje ubiti. Kralj Alarik koristi osjetljivi politički trenutak; nastupa kao osvetnik Stilihona.Pridružuje mu se dio njegovih trupa. 410. godine ulazi u Rim i pljačka ga. Alarik nije ni pomišljao napasti Ravennu gdje se sklonio car Honorije. Otima njegovu sestru Galu Placidiju i kreće prema jugu Italije s namjerom da dođe do Afrike - najbogatije zapadne provincije. No, 410. Alarik umire. Njegovi mu sunarodnjaci priređuju veličanstven pogreb pod ušćem rijeke Busento. Nasljeđuje ga njegov šurjak Ataulf koji kreće prema Galiji. tamo 414. ženi otetu carevu sestru Galu Placidiju da bi si ojačao poziciju, no Honorije mu odbija dati ikakav naslov. Zbog blokade luka koju vrši Honorije, Ataulf luta Španjolskom i pljačka, nadajući se prelasku u Afriku. 415. godine je ubijen u uroti. Nasljeđuje ga Valija kojemu je u prilog djelovalo napredovanje Huna i navala Burgunda, Vandala i ostalih naroda koji su bježali pred Hunima. 416. Honorije mu daje status saveznika i pravo naseljavanja u provinciji Aquitania Secunda na Atlantiku. Tu su desetljeće Vizigoti bili primireni, a 427. koriste nered koji su napravili Vandali diljem Europe i osvajaju Narbonnu na mediteranskoj obali. Vandali su s područja današnje Mađarske napredovali sve do Afrike. Pod vodstvom kralja Gajzeriha 427. godine s oko 40000 ljudi prelaze Gibraltar da bi 439. osvojili Kartagu, jednu od najvažnijih luka na zapadu. Nametnuli su se zatečenom stanovništvu, a svojom su mornaricom postali strah i trepet na Mediteranu. Osvajaju Baleare, Sardiniju i Korziku, a napadaju i Siciliju. 455. godine u jednom pothvatu zauzimaju Rim i pljačkaju ga. Njihovu će državu 533. godine slomiti Justinijanov vojskovođa Belizar u samo jednom pothvatu - značajnijeg otpora i nije bilo jer su se Vandali stopili s romanskim stanoništvom. 
Poslije cara Majorijana, na zapadu više nije bilo snažnog carskog autoriteta - carevi su postali marionete barabarskih zapovjednika. Tako je i Hun Flavije Orest svrgnuo Julija Nepota te prijestolje ustupio svome sinu Romulu Augustulu. Zbog pobune oko zemljoposjeda, 476. godine Oresta svrgava vojska na čelu s generalom Odoakrom koji proganja Romula na rt Misenu. Istočni car Zenon priznaje generala Odoakra kao patricija. Nakon što je i ostrogotskom kralju Teodoriku dao naslov patricija, Zenon ga šalje da iz Panonije napadne Italiju. 489. odigrana je prva bitka u blizini Verone, a 493. patricij Odoakar je zarobljen u Ravenni i ubijen. Kralj Ostrogota Teodorik preuzima vlast u Italiji. Nakon njegove smrti 526. godine nasljeđuje ga maloljetni Atalarik, u čije ime vlada kao regentica njegova majka Amalasvinta. Ona je odmah po stupanju na vlast pokazala veliku smjernost prema bizantskom caru Justinijanu koji se spremao na pothvat obnove teritorija nekadašnjeg Carstva. No, 534. godine mladi Atalarik umire; Amalasvinta se udaje za svoga bratića Teodata koji je već sljedeće godine daje ubiti. To je Bizant potaklo na vojni pohod na Italiju. Belizar 535. godine osvaja Siciliju, napreduje prema sjeveru, osvaja Napulj i 536. godine ulazi u Rim. Teodat mu se pokorava, no pobunu podižu ostrogotski vojnici na čelu s Vitigesom koji su strahovali za status svojih zemljoposjeda. Pobuna je ubrzo završena sporazumom kojim su pobunjeni vojnici stupili u službu Carstva i krenuli na istok u rat protiv Perzije. Pobune u Italiji će potrajati sve do 554. godine kada Italija konačno postaje rimska provincija pod upravom egzarha u Ravenni. Justinijanova vojska je iste godine pokorila i vizigotsku državu u Španjolskoj. Ubrzo Bizantsko Carstvo nailazi na nove probleme: uz dugotrajan rat s Perzijom, granice napadaju Avari i Slaveni, a 568. godine Langobardi napadaju sjevernu Italiju. Za razliku od drugih germanskih plemena, Langobardi su bili najmanje romanizirani. Oni zatečeno stanovništvo u potpunosti pokoravaju i oduzimaju mu posjede. Bizant je zbog raštrkanosti vojske bio paraliziran, a prirodne saveznike u sukobu s Langobardima nalazi u Crkvi i Francima. Gosdine 590. velika franačka vojska sa sjevera napada Lombardiju, langobardski kralj Autarije sklanja se u Paviu. Bizant zbog nesloge s Francima propušta priliku potpuno poraziti Langobarde Carstvo je bilo prisiljeno potpisati mirovni sporazum s Langobardima koji je ozakonio njihovo osvajanje sjeverne Italije.